# ヒメネズミ
ヒメネズミ（姫鼠、Apodemus argenteus）は、ネズミ目（齧歯目）ネズミ科アカネズミ属に属する小型のネズミ類の1種である。日本固有種であり、北海道から九州まで広く分布している。同属であるアカネズミとは、生息域が重なることが多い。

## 形態
頭胴長65-100mm、尾長70-110mm、後足長18-21mm、体重10-20gになる。体毛は、背面が栗色で腹面は白色になる。アカネズミに似るが、頭胴長より尾長がやや長いことや、後足長が通常20mm以下であることで見分けられる。ただ、アカネズミの幼体と区別しにくいので、正確な区別には頭骨の咬板の形状で比較する。その他には、頭蓋骨の長さ、尾長と後足長の比などが挙げられる。生時の簡便な識別方法としては、「眼球間最大幅—眼球間最小幅」と「眼球直径」の比をとる方法が提唱されている。

## 生態
低地から高山帯までの森林に生息する。長い尾でバランスをとってつるや細い枝の上を走ることができるため、樹上でも生活する。夜行性で地上では主にドングリなどの種子や果実を食べる。また昆虫も捕食する。体が小さいため同属であるアカネズミと食性や生息域が重なると不利だが、アカネズミが登れない樹上でも生活することで、棲み分けをしている。地面に巣穴を掘るが、樹洞や木にかけられた鳥の巣箱に落ち葉を持ち込み、巣として利用することもある。
繁殖期は生息地によって異なり、年1回の地域と年2回の地域がある。1回の出産で2–9頭の仔を産む。平均値は約4頭だが、北海道では6.2頭とやや多い。